# 福思克羅辛 (加利福尼亞州)
福斯克羅辛（英語：Fourth Crossing）是位於美國加利福尼亞州卡拉韋拉斯縣的一個非建制地區。該地的面積和人口皆未知。

## 地理
福斯克羅辛的座標為38°07′53″N 120°37′05″W / 38.13139°N 120.61806°W，而該地的平均海拔高度為281米（即922英尺）。